# Yonderboi
Ла́сло Фо́гараши (венг. László Fogarasi, Jr.), более известный как Yonderboi (рус. Йонербой) — венгерский композитор, музыкальный исполнитель.

## Биография
Родился 14 сентября 1980 года в деревушке Мернье в 250 км от Будапешта. В детстве Ласло слушал венгерский и польский джаз на пластинках отца. Уже в школе начались его первые музыкальные эксперименты. В 16 лет посылает свою демозапись на лейбл Juice Records. Позднее его сингл Pink Solidism выходит в сборнике Future Sound of Budapest, vol. 2.
В возрасте 18 лет приезжает в Будапешт, где вместе с клавишником Балажом Жагером (Balázs Zságer) записывает свой дебютный альбом Shallow and Profound. В альбоме используются партии вокала, вибрафона, аккордеона, саксофона, гитары и архаичного органа Vermona (ГДР). Альбом сразу же приносит Ласло популярность в большинстве стран Европы.
В 2005 году выходит второй официальный альбом Йонербоя — Splendid Isolation, а затем в этом же году Were You Thinking of Me?.

## Происхождение псевдонима
Yonderboy — имя героя романа «Нейромантик» американского писателя-фантаста Уильяма Гибсона. В оригинале героя зовут Lupus Yonderboy, в русском переводе встречается вариант Люпус Тот Самый Парень:
На вожаке „Новых пантер“, отрекомендовавшемся как Люпус Тот Самый Парень, был полиуглеродный костюм-хамелеон, способный по мысленному приказу хозяина воспроизводить любую гамму оттенков, выражая перемены его настроения. Примостившись на краю рабочего стола Кейса и напоминая выполненную в современном стиле горгулью, старинное украшение водосточной трубы, Люпус спокойно рассматривал Кейса и Армитажа из-под полуприкрытых век. При этом он улыбался. Его волосы были выкрашены в розовый цвет. За левым ухом щетинился разноцветный перелесок софтовых микромодулей; заострённые уши были покрыты короткой, розовой же щетиной. Зрачки Люпуса были модифицированы таким образом, чтобы ловить свет и гореть подобно кошачьим.

## Йонербой в компьютерных играх и телесериалах
Музыка Йонербоя неоднократно использовалась производителями компьютерных игр:
- Ремикс Junkie XL сингла «People Always Talk About the Weather» был использован в игре Need for Speed: Carbon
- «Were You Thinking Of Me?» была использована в игре FIFA 08
- «Follow Me Home» была использована в игре Test Drive Unlimited
- «Motor» была использована в игре Tiger Woods PGA Tour 08

Кроме того, композиция «Soulbitch» из альбома «Splendid Isolation» использовалась в американском телесериале «Drive».

## Дискография
Альбомы
- 2000 — Shallow and Profound (Mole Listening Pearls)
- 2001 — Rough and Rare (unofficial)
- 2005 — Splendid Isolation (Mole Listening Pearls)
- 2011 — Passive Control (Mole Listening Pearls)

Синглы
- 1998 — Cinnamon Kisses EP
- 2000 — Pabadam
- 2005 — Were You Thinking of Me?
- 2006 — People Always Talk About the Weather

## Видеография
- 2001 — Road Movie
- 2005 — Were You Thinking of Me?
- 2006 — People Always Talk About the Weather